# Дуалькі
Дуалькі (італ. Dualchi, сард. Duarche) — муніципалітет в Італії, у регіоні Сардинія,  провінція Нуоро.
Дуалькі розташоване на відстані близько 360 км на південний захід від Рима, 115 км на північ від Кальярі, 38 км на захід від Нуоро.
Населення — 636 осіб (2014).
Покровитель — San Leonardo.

## Демографія
Населення за роками:

Станом на 1 січня 2023 року в муніципалітеті офіційно проживало 9 іноземців з 4 країн, серед них 6 громадян країн Євросоюзу та 2 громадяни України.

## Сусідні муніципалітети
- Аїдомаджоре
- Бірорі
- Бороре
- Бортігалі
- Норагугуме
- Седіло
- Сіланус